# Уряд Юрія Єханурова
Уряд Юрія Єханурова — це 12-й склад Кабінету Міністрів України, що діяв у 2005–2006 роках.
Уряд працював з 22 вересня 2005 до 4 серпня 2006.

## Історія
22 вересня 2005 року Верховна Рада України затвердила Юрія Єханурова на посаді Прем'єр-міністра України.
26 та 27 вересня 2005 року Президент України Віктор Ющенко затвердив персональний склад нового уряду.

## Склад уряду
- Прем'єр-міністр — Єхануров Юрій Іванович (НСНУ)

### Віце-прем'єри
- Перший віце-прем'єр-міністр — Сташевський Станіслав Телісфорович (НСНУ);
- Віце-прем'єр-міністр з гуманітарних питань — Кириленко В'ячеслав Анатолійович (УНП, НСНУ);
- Віце-прем'єр-міністр з регіональної політики — Безсмертний Роман Петрович (НСНУ);
- Віце-прем'єр-міністр з аграрної політики — Мельник Юрій Федорович (УНП);

### Міністри
| Міністерство | Керівник                         | Партія       | Заступники |
| --- | -------------------------------- | ------------ | ---------- |
| Міністерство аграрної політики                                                                                     | Баранівський Олександр Петрович  | СПУ          |            |
| Міністерство будівництва, архітектури та житлово-комунального господарства                                         | Качур Павло Степанович           | НСНУ         |            |
| Міністерство внутрішніх справ                                                                                      | Луценко Юрій Віталійович         | СПУ          |            |
| Міністерство вугільної промисловості                                                                               | Тополов Віктор Семенович         | НСНУ         |            |
| Міністерство економіки                                                                                             | Яценюк Арсеній Петрович          | безпартійний |            |
| Міністерство закордонних справ                                                                                     | Тарасюк Борис Іванович           | НРУ          |            |
| Міністерство культури і туризму                                                                                    | Ліховий Ігор Дмитрович           | безпартійний |            |
| Міністерство з питань надзвичайних ситуацій та у справах захисту населення від наслідків Чорнобильської катастрофи | Балога Віктор Іванович           | НСНУ         |            |
| Міністерство оборони                                                                                               | Гриценко Анатолій Степанович     | безпартійний |            |
| Міністерство освіти та науки                                                                                       | Ніколаєнко Станіслав Миколайович | СПУ          |            |
| Міністерство охорони здоров'я                                                                                      | Поляченко Юрій Володимирович     | безпартійний |            |
| Міністерство охорони навколишнього природного середовища                                                           | Ігнатенко Павло Миколайович      | НСНУ         |            |
| Міністерство палива та енергетики                                                                                  | Плачков Іван Васильович          | НСНУ         |            |
| Міністерство праці та соціальної політики                                                                          | Сахань Іван Якович               | безпартійний |            |
| Міністерство промислової політики                                                                                  | Шандра Володимир Миколайович     | НСНУ         |            |
| Міністерство у справах сім'ї, молоді та спорту                                                                     | Павленко Юрій Олексійович        | НСНУ         |            |
| Міністерство транспорту та зв'язку                                                                                 | Бондар Віктор Васильович         | НСНУ         |            |
| Міністерство фінансів                                                                                              | Пинзеник Віктор Михайлович       | ПРП          |            |
| Міністерство юстиції                                                                                               | Головатий Сергій Петрович        | безпартійний |            |
| Міністр Кабінету Міністрів України                                                                                 | Буца Богдан Емануїлович          | НСНУ         |            |